# 烏山神社
烏山神社（からすやまじんじゃ）は東京都世田谷区の神社。

## 概要
創建年代は不明である。ただ世田谷領主吉良氏によって創建されたといわれていることから、室町時代の創建であると推測される。江戸時代は烏山村の鎮守であり、明治時代には村社に列格している。
1932年（昭和7年）、これまで「白山神社」と称していたが、「白山御嶽神社」に改称した。1962年（昭和37年）、近くの「天神社」「神明社」「稲荷社」を合祀し、「烏山神社」に改称した。
関東大震災朝鮮人虐殺事件を受けて13本の椎の木が植えられ、うち4本が参道の両側に現存する。当事件では、烏山神社から程近い旧甲州街道で、京王電鉄笹塚車庫の修理に向かっていた朝鮮人が地元自警団に襲われ、15名が負傷、1名が死亡した(烏山事件)。その後、襲撃した自警団は烏山村の13人(もしくは12人)を含めて殺人罪で起訴された。「関東大震災時に虐殺された朝鮮人の遺骨を発掘し追悼する会」が1987年に発行した『大橋場の跡　石柱碑建立記念の栞』によると、「郷土愛が強く美しく優さしい(原文ママ)人々」が「晴れて郷土にもどり」、それを関係者一同で記念して植樹したとある。

## 交通アクセス
- 京王線千歳烏山駅より徒歩6分。